# Bagita
A Bagita női név a Magdolna régi magyar beceneve.

## Rokon nevek
Aléna, Magdolna, Madlen, Madléna, Magdaléna, Léna, Magda, Magdó, Marléne, Médi, Maléna, Lenke

## Gyakorisága
Az újszülötteknek adott nevek körében az 1990-es években szórványosan fordult elő. A 2000-es és a 2010-es években sem szerepelt a 100 leggyakrabban adott női név között.
A teljes népességre vonatkozóan a Bagita sem a 2000-es, sem a 2010-es években nem szerepelt a 100 leggyakrabban viselt női név között.

## Névnapok
május 25.